# Jarinu (kommun)
Jarinu är en kommun i Brasilien.   Den ligger i delstaten São Paulo, i den sydöstra delen av landet, 800 km söder om huvudstaden Brasília. Antalet invånare är 23 827.
Följande samhällen finns i Jarinu:
- Jarinu

Omgivningarna runt Jarinu är en mosaik av jordbruksmark och naturlig växtlighet. Runt Jarinu är det ganska tätbefolkat, med 248 invånare per kvadratkilometer.